# كارل ووز
كارل ريتشارد ووز (بالإنجليزية: Carl Woese) (15 يوليو 1928 - 30 ديسمبر 2012)، عالم الأحياء الدقيقة والفيزياء الحيوية أمريكي ولد في سيراكيوز، نيويورك 15 يوليو 1928 وتوفي في إربانا، إلينوي. اشتهر باكتشافه نطاق الأصليات عام 1977 وهو الاكتشاف الذي أعاد تنظيم علم التصنيف من جديد.
وعمل بروفيسورا بقسم علم الأحياء الدقيقة في جامعة إلينوي في إربانا-شامبين.

## حياته وتعليمه
ولد ووز في سيراكيوز، نيويورك، في 15 يوليو 1928. لعائلة ألمانية أمريكية. التحق ووز بأكاديمية ديرفيلد في ماساتشوستس. وحصل على درجة البكالوريوس في الرياضيات والفيزياء من كلية أمهرست عام 1950 خلال دراسته في أمهرست، لم يدرس ووز سوى مقرر واحد في علم الأحياء (الكيمياء الحيوية، في سنته الأخيرة)، ولم يكن لديه أي اهتمام علمي بالنباتات والحيوانات حتى نصحه وليام م. فيربانك، أستاذ الفيزياء المساعد في أمهرست آنذاك، بدراسة الفيزياء الحيوية في جامعة ييل.
في عام 1953، حصل على درجة الدكتوراه في الفيزياء الحيوية من جامعة ييل، حيث ركز بحثه على تثبيط الفيروسات بالحرارة والإشعاع المؤين. درس الطب في جامعة روتشستر لمدة عامين. ثم أصبح باحثًا في مرحلة ما بعد الدكتوراه في الفيزياء الحيوية في جامعة ييل، حيث أجرى أبحاثًا على الأبواغ البكتيرية. عمل كفيزيائي حيوي في مختبر أبحاث جنرال إلكتريك في سكينيكتادي، نيويورك من عام 1960 إلى عام 1963. في عام 1964، انضم ووز إلى هيئة تدريس علم الأحياء الدقيقة بجامعة إلينوي أوربانا-شامبين، حيث ركز على العتائق وعلم الجينوم والتطور الجزيئي كمجالات تخصصه. أصبح أستاذًا في معهد كارل ر. ووز لعلم الأحياء الجينومي بجامعة إلينوي أوربانا-شامبين، والذي أعيدت تسميته تكريمًا له في عام 2015، بعد وفاته.
توفي ووز في 30 ديسمبر 2012، إثر مضاعفات سرطان البنكرياس، تاركًا زوجته غابرييلا وابنه وابنته على قيد الحياة.

## الأعمال والاكتشافات

### العمل المبكر على الشفرة الوراثية
حوّل ووز اهتمامه إلى الشفرة الوراثية أثناء إنشائه مختبره في مختبر نولز التابع لشركة جنرال إلكتريك في خريف عام 1960. بدأ اهتمام الفيزيائيين وعلماء الأحياء الجزيئية يتجه نحو فك رموز التطابق بين الأحماض الأمينية العشرين وقواعد الأحماض النووية المكونة من أربعة أحرف في العقد الذي أعقب اكتشاف جيمس د. واتسون وفرانسيس كريك وروزاليند فرانكلين لبنية الحمض النووي الريبوزي منقوص الأكسجين (DNA) عام 1953. نشر ووز سلسلة من الأوراق البحثية حول هذا الموضوع. في إحداها، استنتج جدول تطابق بين ما كان يعرف آنذاك بـ الحمض النووي الريبوزي القابل للذوبان والحمض النووي الريبوزي منقوص الأكسجين (DNA) بناء على نسب أزواج القواعد لكل منهما. ثم أعاد تقييم البيانات التجريبية المرتبطة بفرضية أن الفيروسات تستخدم قاعدة واحدة، بدلًا من ثلاثة، لتشفير كل حمض أميني، واقترح 18 كودونًا، وتوقع بشكل صحيح وجود كودون واحد للبرولين. أسست أعمال أخرى الأساس الميكانيكي لترجمة البروتين، ولكن من وجهة نظر ووز، أغفلت إلى حد كبير الأصول التطورية للشفرة الوراثية باعتبارها فكرة ثانوية.
في عام 1962، أمضى ووز عدة أشهر كباحث زائر في معهد باستور في باريس، وهو مركز للنشاط المكثف في مجال البيولوجيا الجزيئية للتعبير الجيني وتنظيم الجينات. أثناء وجوده في باريس، التقى سول سبيجلمان، الذي دعا ووز لزيارة جامعة إلينوي بعد اطلاعه على أهدافه البحثية؛ وفي هذه الزيارة، عرض سبيجلمان على ووز منصبًا بعقد فوري بدءًا من خريف عام 1964. ومع حرية متابعة المزيد من خيوط البحث التخمينية بصبر خارج التيار الرئيسي للبحث البيولوجي، بدأ ووز في النظر إلى الشفرة الوراثية من منظور تطوري، متسائلًا عن كيفية تطور تعيينات الكودونات وترجمتها إلى تسلسل الأحماض الأمينية.

### اكتشاف النطاق الثالث
خلال معظم فترات القرن العشرين، اعتبرت بدائيات النوى مجموعة واحدة من الكائنات الحية، وصنفت بناء على كيميائها الحيوية وشكلها واستقلابها. في ورقة بحثية مؤثرة نشرت عام 1962، وضع روجر ستانير وسي. بي. فان نيل أول من أسس تقسيم التنظيم الخلوي إلى بدائيات النوى وحقيقيات النوى، معرفين بدائيات النوى بأنها تلك الكائنات التي تفتقر إلى نواة خلية. وبمقتضى تعميم إدوارد تشاتون، سرعان ما قبل مفهوم ستانير وفان نيل باعتباره أهم تمييز بين الكائنات الحية؛ ومع ذلك، شككا في محاولات علماء الأحياء الدقيقة لوضع تصنيف طبيعي للبكتيريا. ومع ذلك، أصبح من المفترض عمومًا أن جميع الكائنات الحية تشترك في سلف بدائي مشترك (يستدل عليه من الجذر اليوناني πρό pro-، قبل، أمام)
في عام 1977، دحض ووز وجورج إي. فوكس تجريبيًا هذه الفرضية السائدة حول البنية الأساسية لشجرة الحياة. واكتشفا نوعًا من الحياة الميكروبية أطلقا عليه اسم العتائق أو الأحياء القديمة (Archaea). وأفادا بأن العتائق تشكل مملكة ثالثة من الحياة، تختلف عن البكتيريا، مثل النباتات والحيوانات. وبعد أن عرف ووز العتائق بأنها مملكة جديدة (نطاق لاحق) لم تكن بكتيريا ولا حقيقيات نوى، أعاد رسم شجرة التصنيف. وقد قسم نظامه ثلاثي النطاقات، القائم على العلاقات التطورية بدلًا من التشابهات الشكلية الواضحة، الحياة إلى 23 قسمًا رئيسيًا، مدمجة ضمن ثلاثة نطاقات: البكتيريا، والعتائق، وحقيقيات النوى.
كان قبول صحة تصنيف ووز الصحيح تطوريًا عملية بطيئة. اعترض علماء أحياء بارزون، منهم سلفادور لوريا وإرنست ماير، على تقسيمه لبدائيات النوى. ولم تقتصر جميع الانتقادات الموجهة إليه على المستوى العلمي. فقد تركه عقد من العمل المكثف في فهرسة الأوليغونوكليوتيدات، واكتسب سمعة غريب الأطوار، ولقب ووز لاحقًا بـ ثوري علم الأحياء الدقيقة ذي الندوب في مقال إخباري نشر في مجلة ساينس. وقد دفعت البيانات الداعمة المتزايدة المجتمع العلمي إلى قبول العتائق بحلول منتصف ثمانينيات القرن العشرين. واليوم، لا يتمسك سوى عدد قليل من العلماء بفكرة وجود بدائيات نوى موحدة.
يعد عمل ووز على العتائق مهمًا أيضًا في تداعياته على البحث عن الحياة على الكواكب الأخرى. قبل اكتشاف ووز وفوكس، اعتقد العلماء أن العتائق كائنات متطرفة تطورت من الكائنات الدقيقة المألوفة لنا. يعتقد معظم الناس الآن أنها قديمة، وربما تكون لها روابط تطورية قوية مع الكائنات الحية الأولى على الأرض. ربما تكون كائنات حية شبيهة بالعتائق التي تعيش في بيئات قاسية قد تطورت على كواكب أخرى، بعضها يوفر ظروفًا مواتية للحياة المتطرفة.
ومن الجدير بالذكر أن توضيح ووز لشجرة الحياة يظهر التنوع الهائل في الأنساب الميكروبية: إذ تمثل الكائنات وحيدة الخلية الغالبية العظمى من التنوع الجيني والأيضي والبيئي في المحيط الحيوي. ونظرًا لأهمية الميكروبات للعديد من الدورات البيوكيميائية ولاستمرار وظيفة المحيط الحيوي، فقد قدمت جهود ووز لتوضيح تطور وتنوع الميكروبات خدمة قيمة لعلماء البيئة والمحافظين على البيئة. وقد ساهم ذلك مساهمةً كبيرةً في نظرية التطور وفي معرفتنا بتاريخ الحياة.
كتب ووز: تتمحور اهتماماتي التطورية حول البكتيريا والعتائق، التي يغطي تطورها معظم تاريخ الكوكب الممتد على مدار 4.5 مليار سنة. وباستخدام تسلسل الحمض النووي الريبوزي الريبوسومي كمقياس تطوري، أعاد مختبري بناء شجرة التطور لكلا المجموعتين، وبالتالي وفّر نظامًا تصنيفيًا صالحًا من الناحية التطورية لبدائيات النوى. وكان اكتشاف العتائق في الواقع ثمرة هذه الدراسات.

## روابط خارجية
- كارل ووز على موقع الموسوعة البريطانية (الإنجليزية)